# Nymphon adami
Nymphon adami is een zeespin uit de familie Nymphonidae. De soort behoort tot het geslacht Nymphon. Nymphon adami werd in 1937 voor het eerst wetenschappelijk beschreven door Giltay. 